# Palazzo Soranzo-van Axel

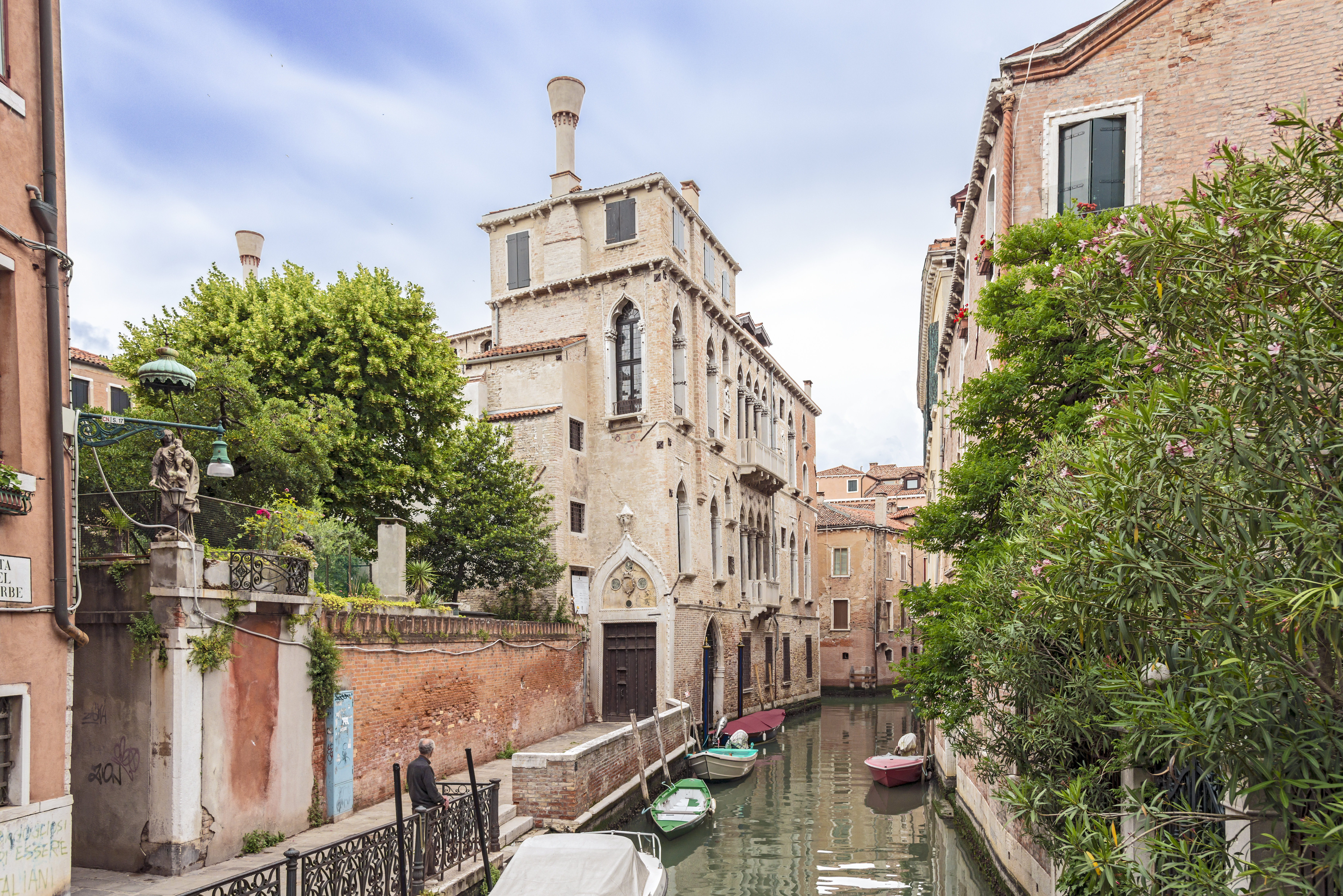
Palazzo Soranzo-van Axel, Hauptfassade zum Rio de la Panada

Palazzo Soranzo-van Axel ist ein Palast in Venedig in der italienischen Region Venetien. Er liegt im Sestiere Cannaregio an der Einmündung des Rio Ca’ Widmann in den Rio de la Panada neben der Kirche Santa Maria dei Miracoli.

## Geschichte
Den Palast ließ Nicolò Soranzo zwischen 1473 und 1479 mit Baumaterialien erbauen, die von einem alten Palast der Gradenigos stammten. Das besondere Aussehen der benachbarten Kirche Santa Maria dei Miracoli, die zur gleichen Zeit gebaut wurde, lässt es wahrscheinlich erscheinen, dass Niccolò Soranzo auch am Bau dieser Kirche beteiligt war. Der Palast fiel später an die Veniers und die Sanudos und schließlich 1652 an die Van Axels, reiche Kaufleute, die aus den Niederlanden kamen, genauer aus Axel bei Gent, und die 1665 in das venezianische Patriziat aufgenommen wurden.

## Beschreibung

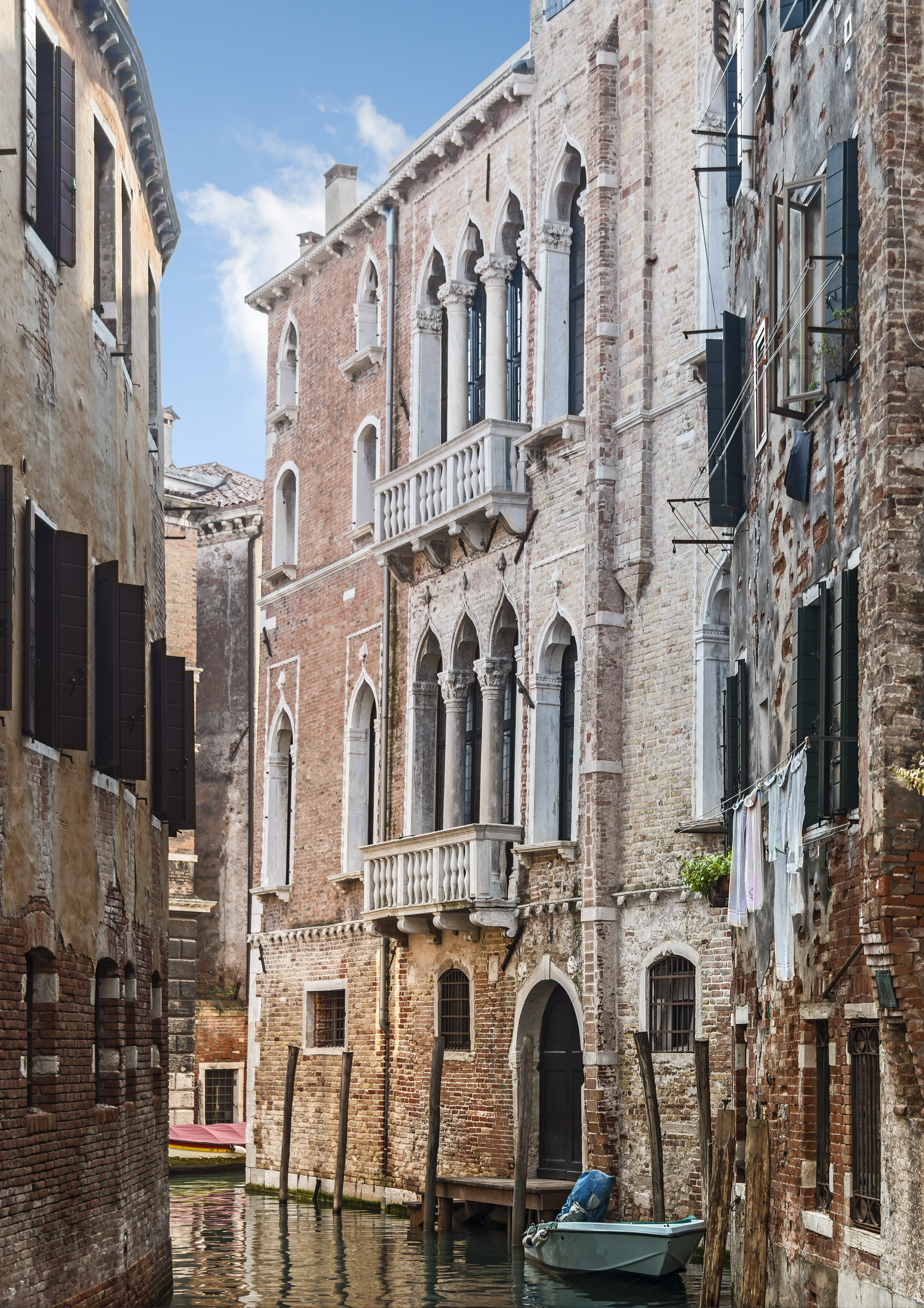
Die Nebenfassade zum Rio Ca' Widmann

Der Palast zeigt eine spätgotische Charakteristik und hat zwei Innenhöfe mit Außentreppen und zwei Hauptgeschosse. Besonders eigenartig sind die Empfangssalons (Porteghi) in L-Form durch doppelte Fassade an der Einmündung der beiden Kanäle. Man beachte auch das große Eingangsportal an der Fondamenta de le Erbe, original in Holz mit Lünette und dem Wappen der Van Axels. Bemerkenswert ist auch der Teil des Gebäudes, der den Komplex nach Süden abschließt, mit nur wenigen Metern Breite: Er wurde sicherlich nach den übrigen Teilen des Palastes errichtet und erhebt sich über einer Ablösung, die ursprünglich vom Gericht der Serenissima wegen eines Eigentumsstreites mit dem angrenzenden Nonnenkloster verhängt wurde.

## Galeriebilder

Innenhof. Fotos von Paolo Monti, 1968
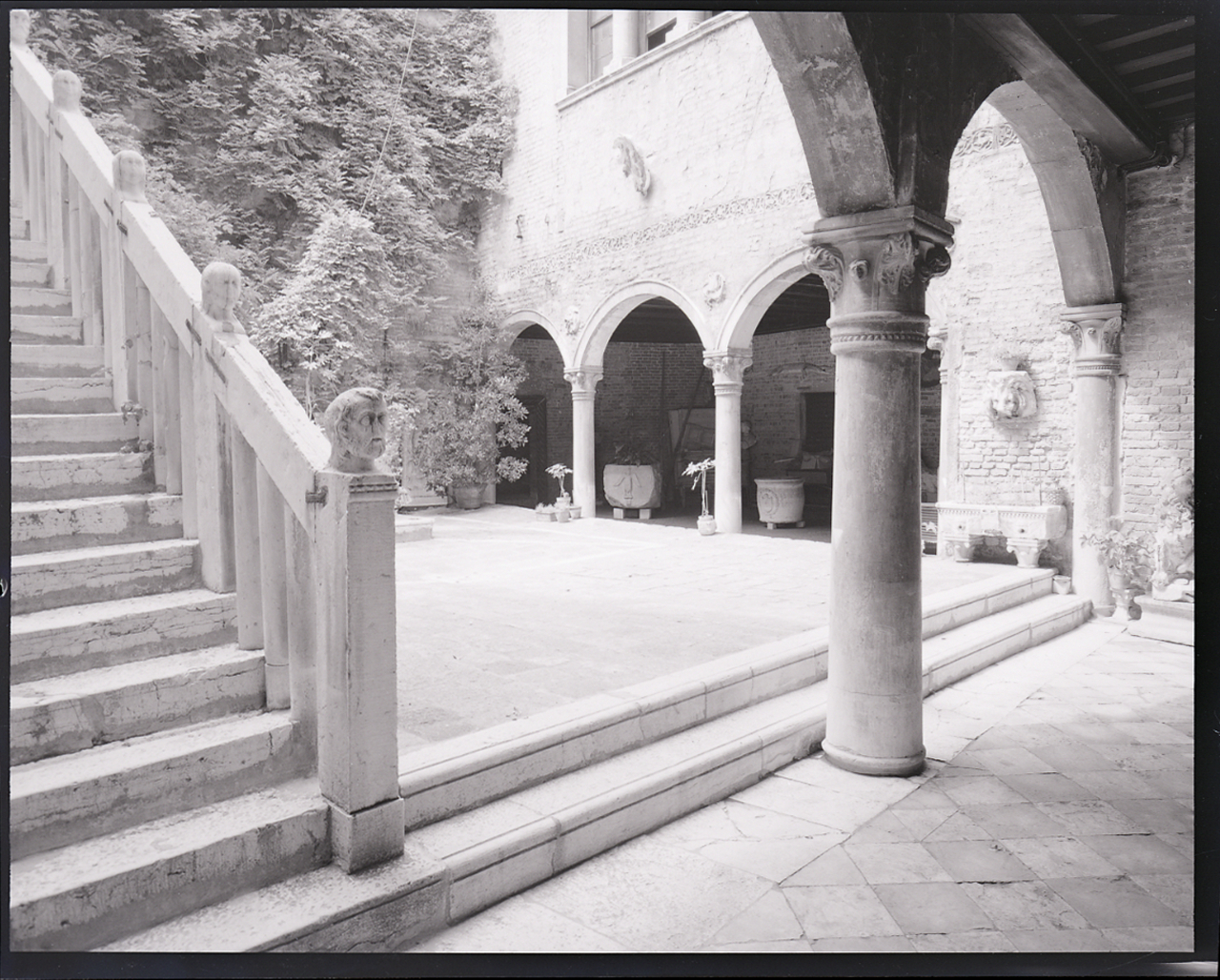
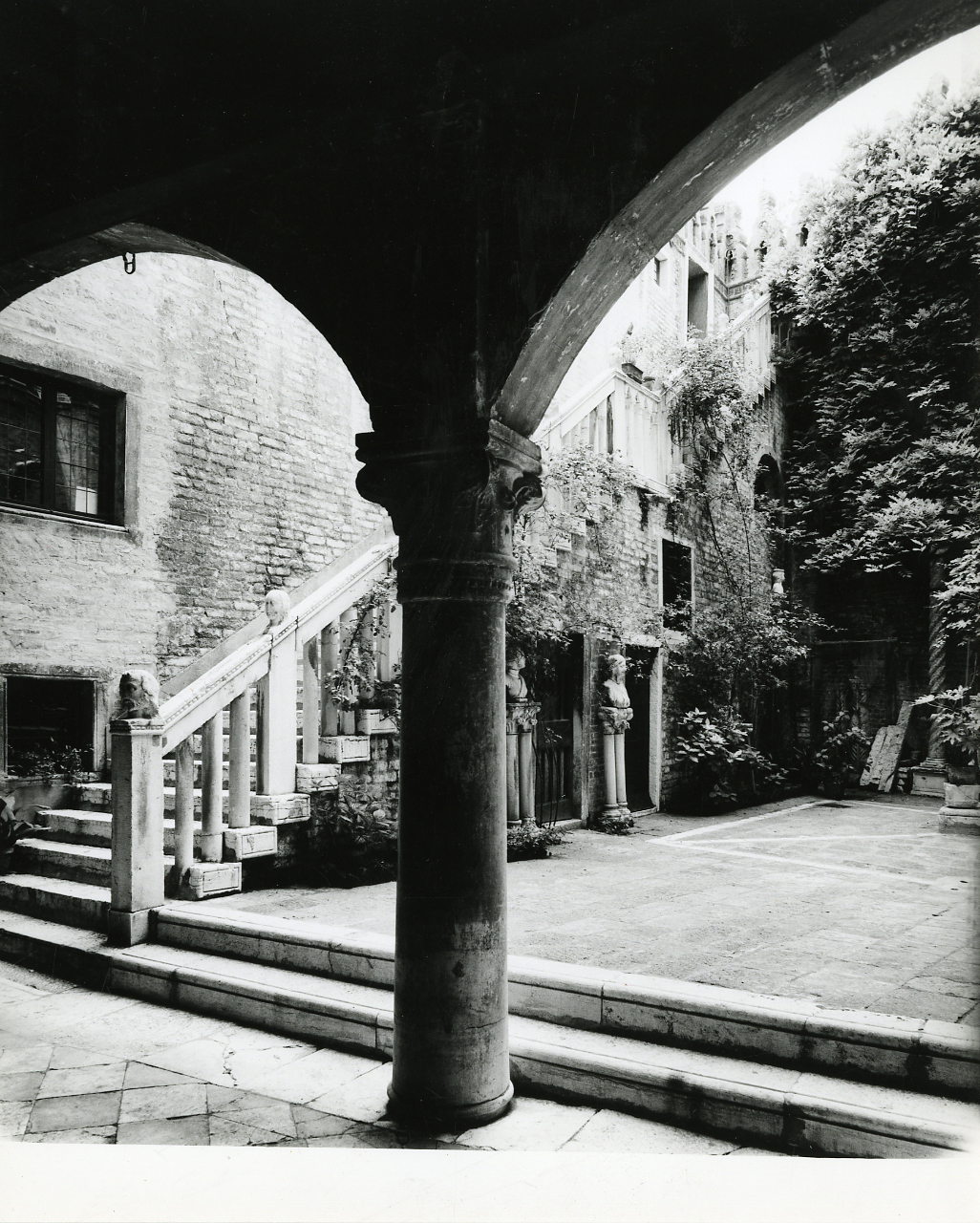
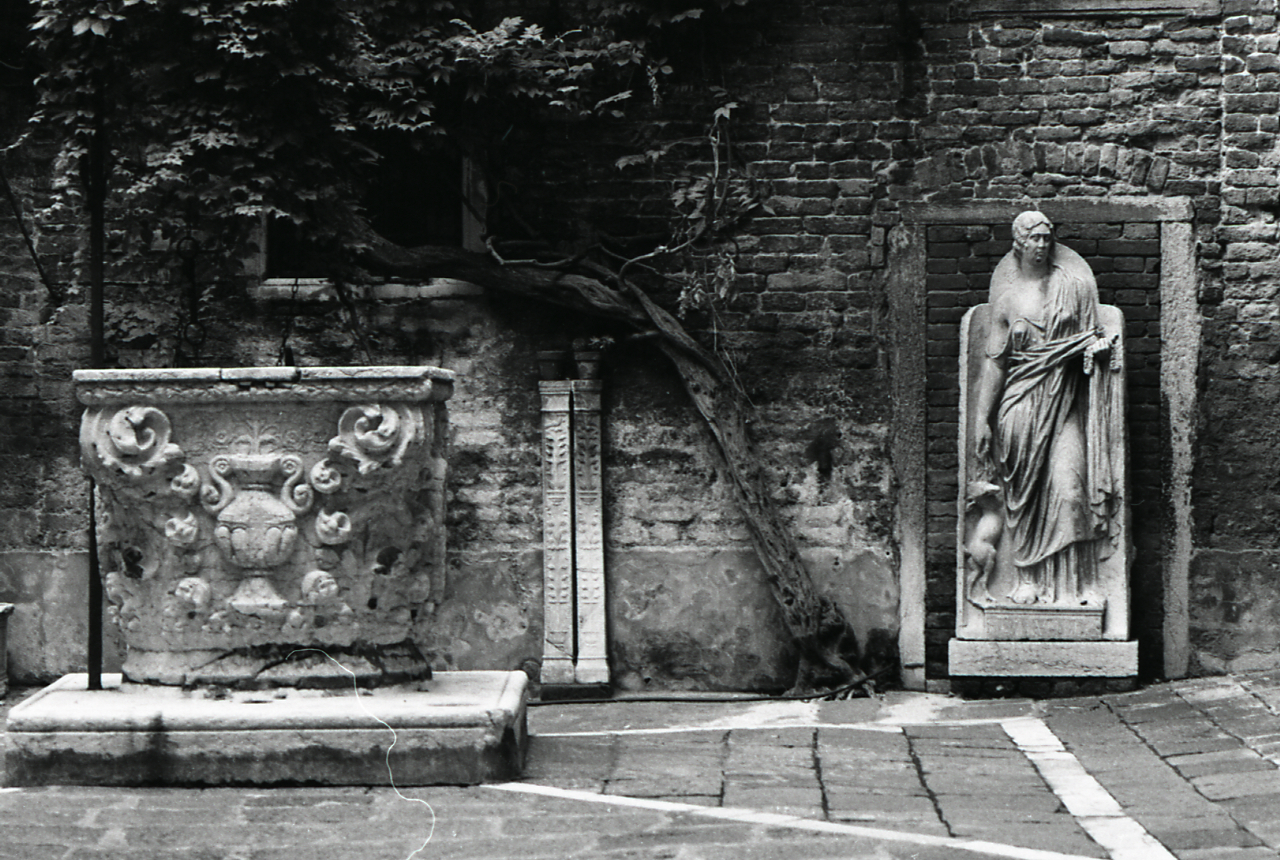

## Belege

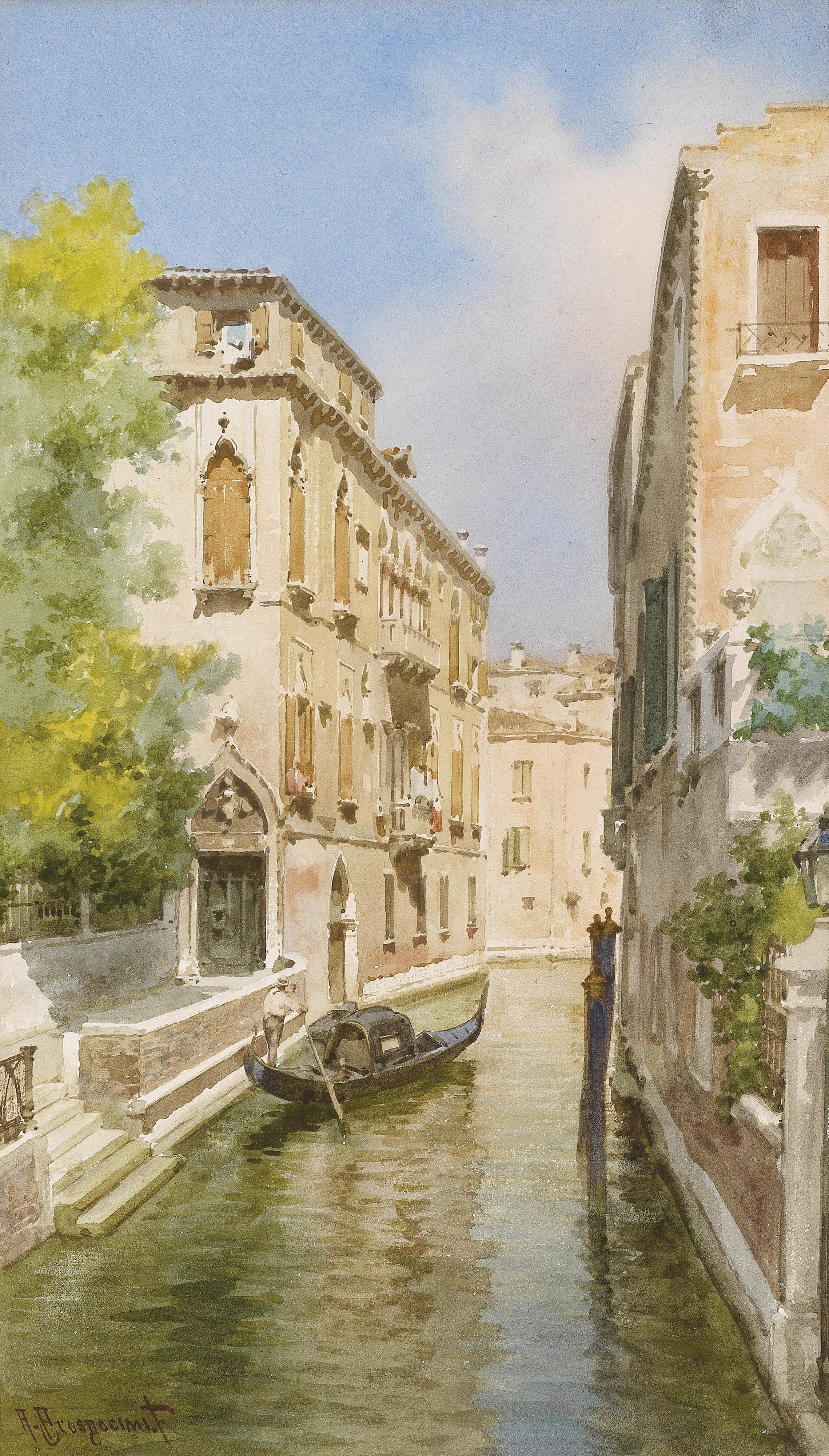
Gemälde von Alberto Prosdocimi

- Angiolo Tursi: Un palazzo veneziano del Quattrocento, Istituto Italiano d’Arte Grafiche, Bergamo 1923. (Digitalisat)